# Aflorament
|  | Aquest article tracta sobre el terme litològic. Si cerqueu l'ascens de capes d'aigua, vegeu «surgència». |

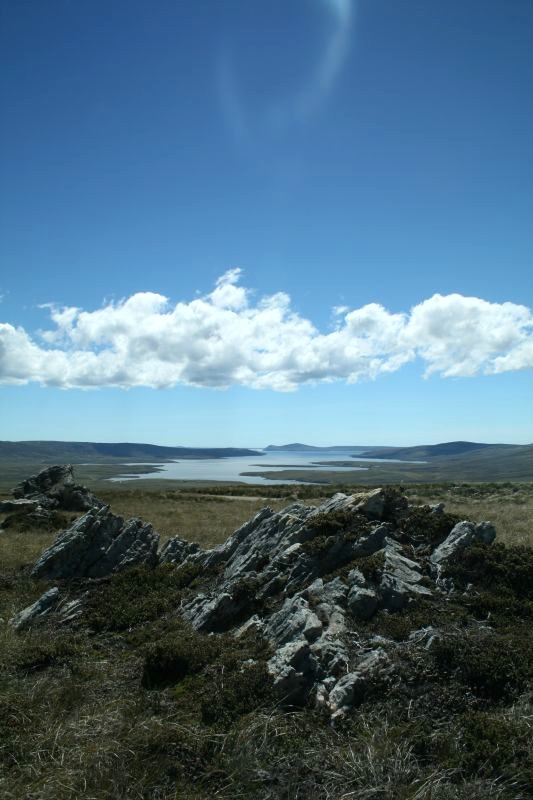
Aflorament de roca mare a les illes Malvines

En geologia, un aflorament és un tall horitzontal i/o vertical d'una secció de roques mare, que són visibles a ull nu, amb algun interès pel seu estudi. Faciliten les tasques de camp ja que mostren un tros del que es representa en la zona geològica a estudi.

## Característiques
Els afloraments no cobreixen la majoria de la superfície terrestre de la Terra perquè a la majoria de llocs la roca base o els dipòsits superficials estan coberts per terra i vegetació i no es poden veure ni examinar de prop. Tanmateix, als llocs on la coberta superposada s'elimina mitjançant l'erosió o l'elevació tectònica, la roca pot quedar exposada o retallar-se. Aquesta exposició es produirà amb més freqüència a les zones on l'erosió és ràpida i supera la taxa de meteorització, com ara en cingleres, cims de muntanyes, ribes de rius i zones tectònicament actives.
La roca base i els dipòsits superficials també poden quedar exposats a la superfície de la Terra a causa d'excavacions humanes com ara l'extracció de pedreres i la construcció de vies de transport.

## Exemples
Els afloraments de Serrote Branco consisteixen en cubs de quars blanc lletós situats al municipi de Caicó, Brasil. Yana n'és altre exemple d'afloraments de sòlida pedra calcària càrstica cristal·lina negra, ubicat en el districte d'Uttara Kannada en Karnataka, Índia.
A Finlàndia, l'erosió glacial durant l'últim màxim glacial (ca. 11000 aC), seguida del fregament per les ones del mar, amb posterior elevació isostàtica, ha produït molts afloraments costaners i litorals suaus.
L'aflorament de gres i dolomita de Roubidoux és un cingle en l'Altiplà de Salem, inclòs en la regió natural d'Ozark, continguda en quatre estats dels E.U.A.

Un exemple d'aflorament de sediments de conglomerat i bretxes de gres de gra gruixut, estratificades i aixecades per acció de falles són les Vasquez Rocks, de vegades emprades com a localització en alguna pel·lícula.

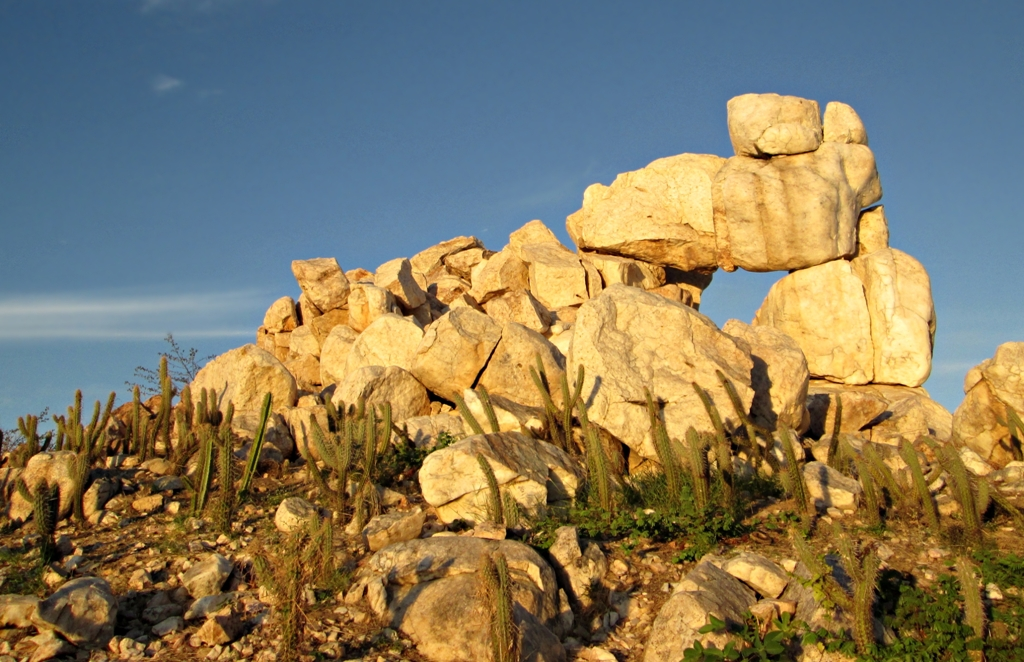
Caicó, Brasil
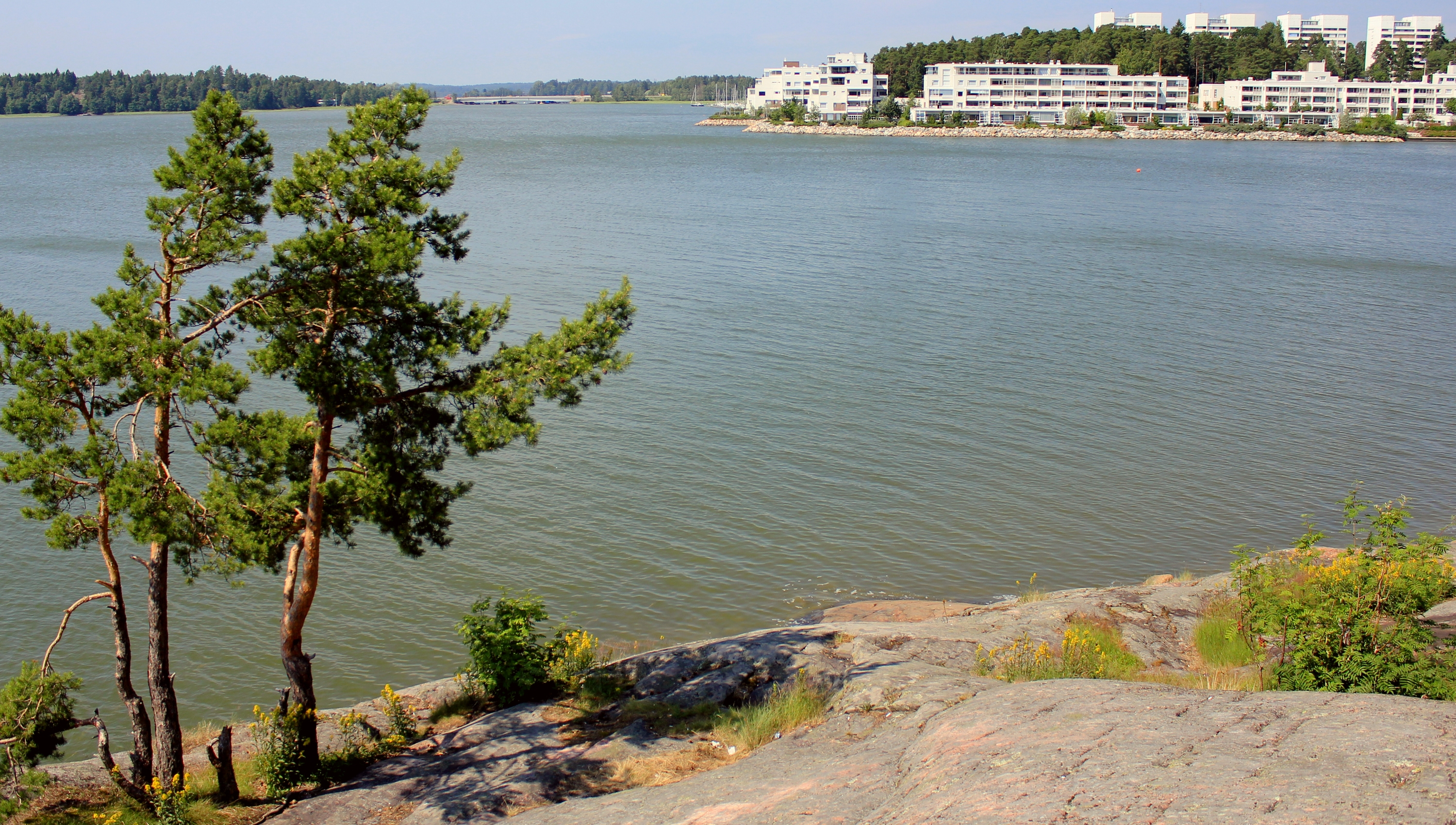
Espoo, Finlàndia
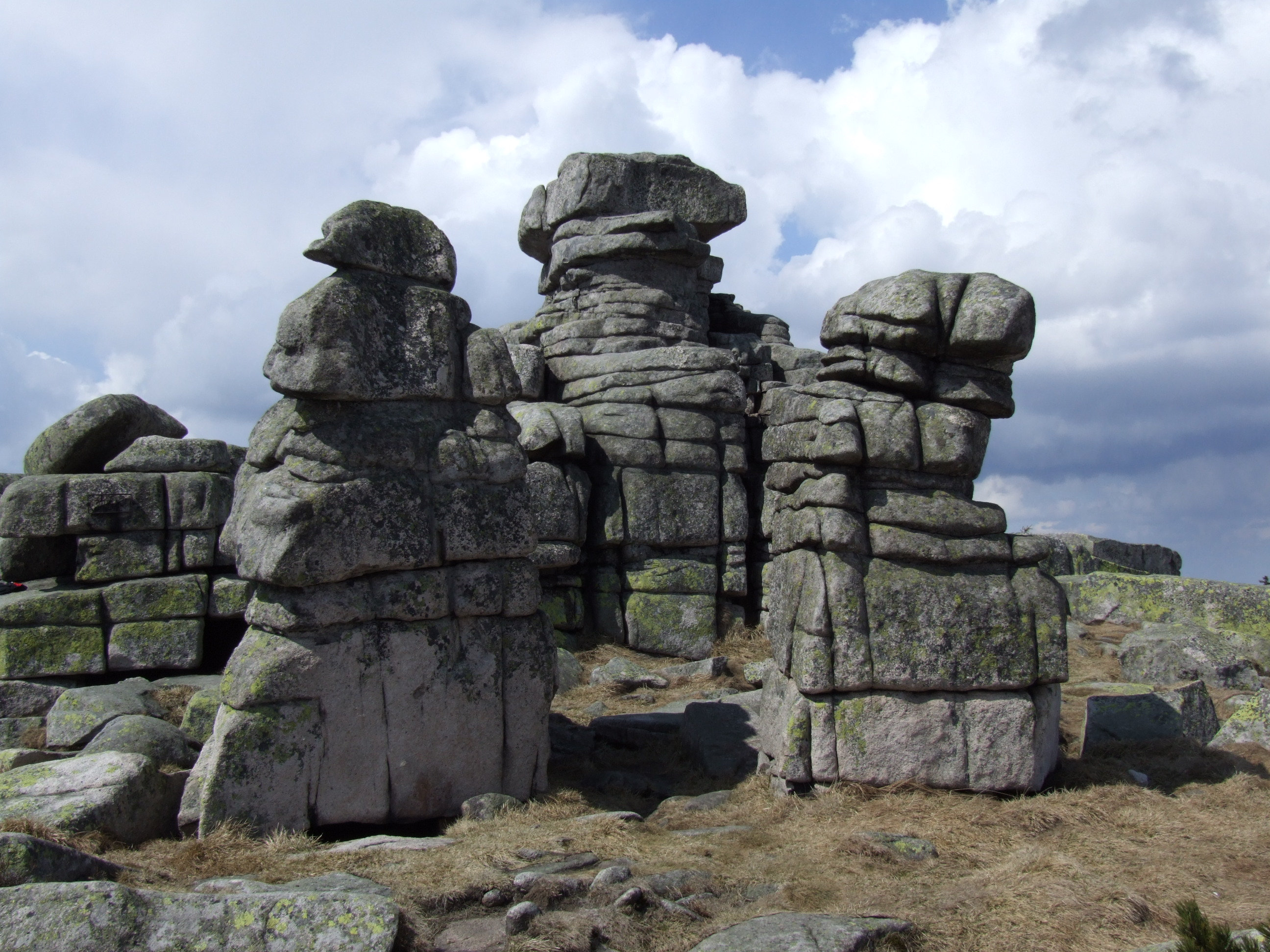
Pedres Silèsies.Polònia
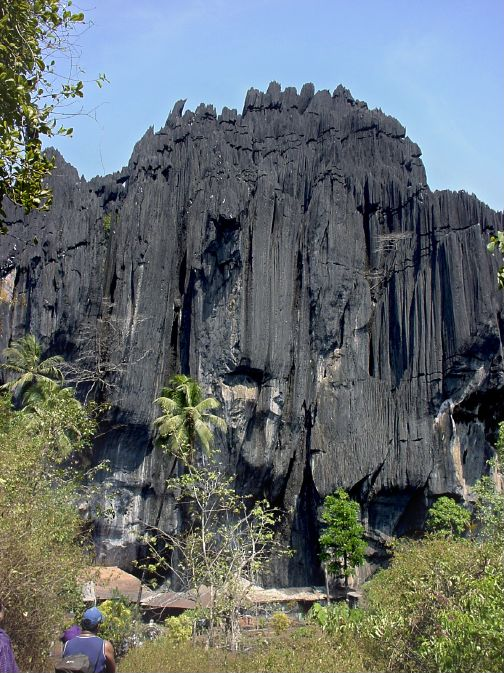
Yana, Índia.
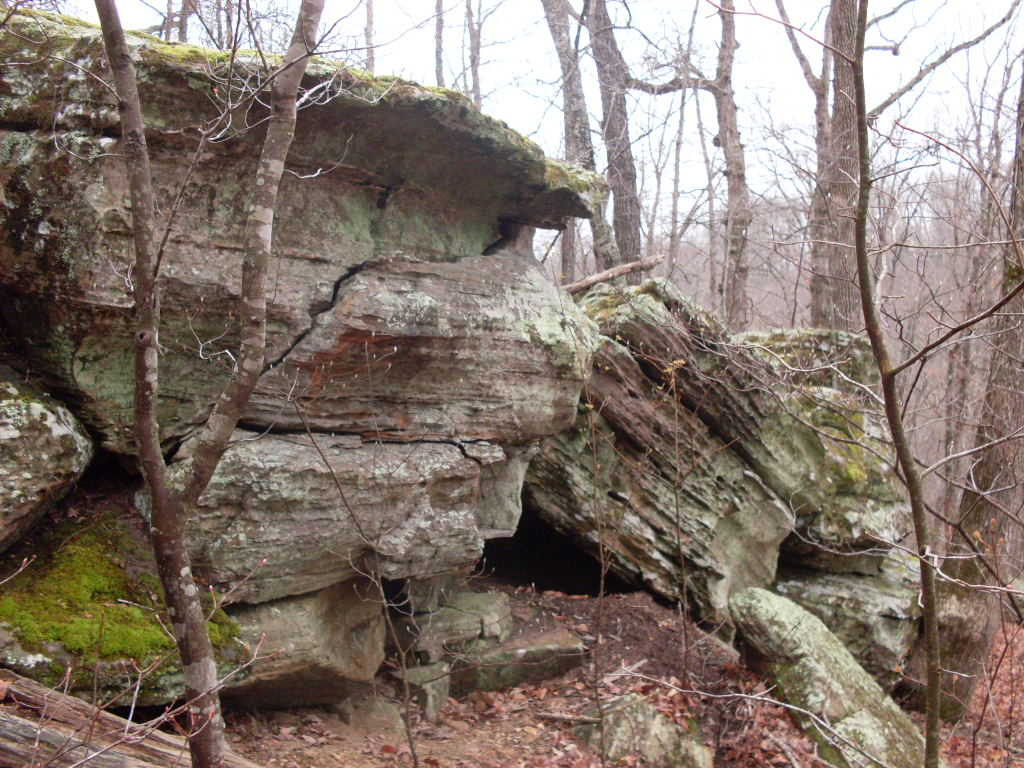
Formació Roubidoux. Missouri
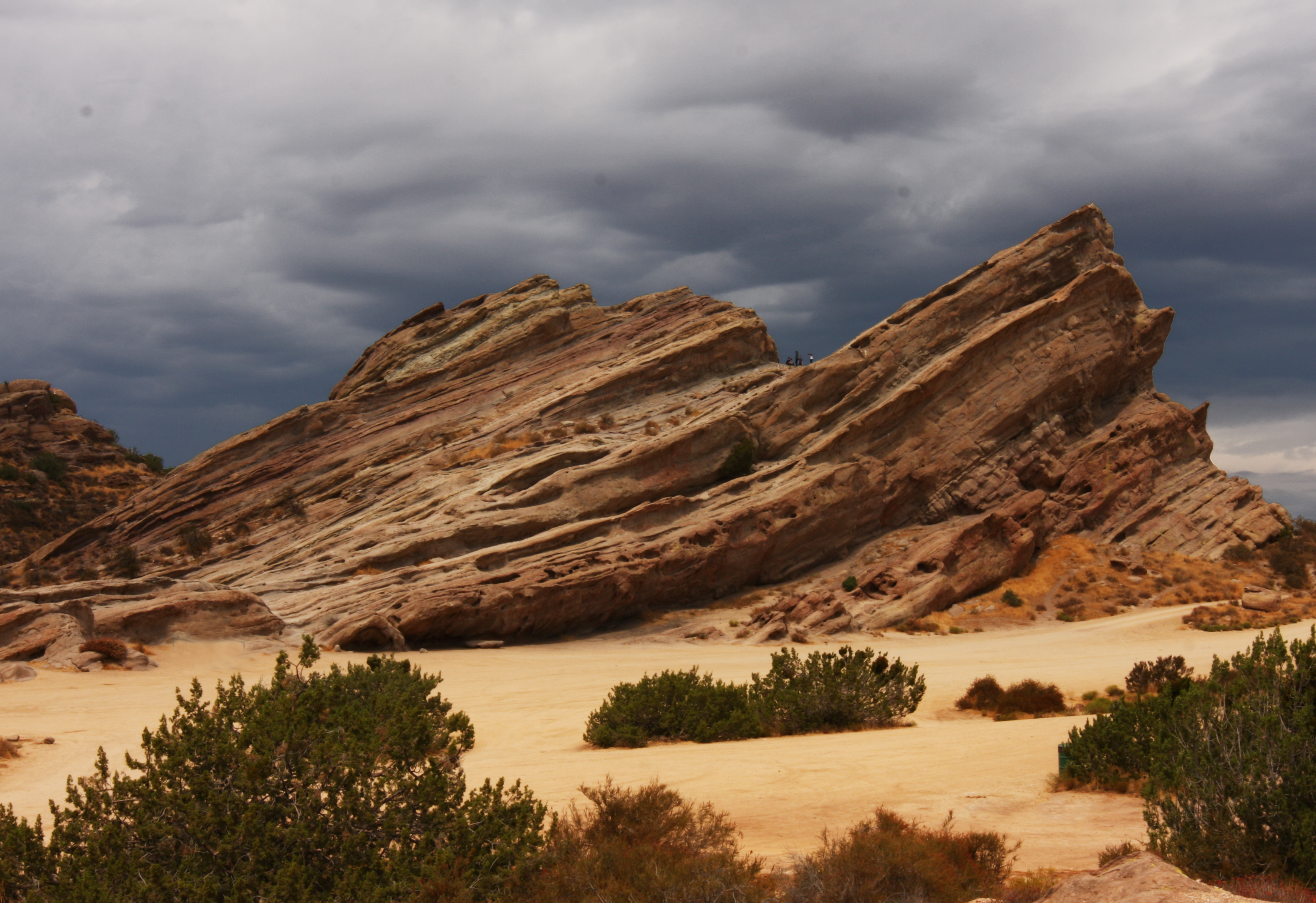
Vasquez Rocks Natural Area Park. Califòrnia